# Pico América
Pico América är en bergstopp i Antarktis. Den ligger i Västantarktis. Argentina, Chile och Storbritannien gör anspråk på området. Toppen på Pico América är 1 meter över havet.
Terrängen runt Pico América är kuperad österut, men åt sydväst är den bergig. Havet är nära Pico América västerut. Trakten är glest befolkad. Närmaste befolkade plats är San Martín Station, 2,0 kilometer öster om Pico América.